# Forbudt for børn
Forbudt for børn er en dansk børnefilm fra 1998, instrueret af Jesper W. Nielsen efter et manuskript af Anker Li.

## Medvirkende
- Stephania Potalivo
- Martin Brygmann
- Birgitte Federspiel
- John Hahn-Petersen
- Birgitte Simonsen
- Per Oscarsson
- Lise-Lotte Norup
- Amalie Dollerup
- Anders Nyborg